# Mecaspidiellus
Mecaspidiellus is een geslacht van kevers uit de familie bladsprietkevers (Scarabaeidae). Het geslacht werd voor het eerst wetenschappelijk beschreven in 1997 door Antoine.

## Soorten
- Mecaspidiellus lamottei (Ruter, 1969)